# Lockington, Ohio
Lockington är en ort (village) i Shelby County i Ohio.  Vid 2010 års folkräkning hade Lockington 141 invånare.